# اعتراض (فیلم ۱۳۷۸)
اعتراض فیلمی به کارگردانی و نویسندگی مسعود کیمیایی و تهیه‌کنندگی سید ضیاء هاشمی محصول سال ۱۳۷۸ است.

## داستان فیلم
امیرعلی که شریفه، نامزد برادرش رضا، را به دلیل رابطه نامشروعش با مردی به نام احمد به قتل رسانده، پس از دوازده سال از زندان آزاد می‌شود. پیش از آزادی، هم سلولی اش محسن دربندی، انگشتری به او می‌دهد و به او سفارش می‌کند پس از گرفتن طلب او از مردی بیرون از زندان، از زنی به نام مجدی حمایت کند و سر و سامانی به زندگی او بدهد. بیرون از زندان، مادر او که حالا نابینا شده به همراه برادران و خواهران امیرعلی و شوهرخواهرش به استقبال او می‌آیند. امیرعلی درمی‌یابد که در غیاب او پدرش از فراق او مرده و یوسف، یکی دیگر از برادرهایش، در یک آسایشگاه روانی بستری است. یوسف در جریان تظاهرات دانشجویی بر اثر ضرباتی که به سرش وارد آمده دچار اختلال روانی شده‌است. رضا، برادر آزادشده‌اش را به یک پیتزافروشی در شمال شهر که محل کار اوست می‌برد.
رضا عاشق دختر پولداری به نام لادن است که به اتفاق دوستانش از مشتریان دایمی پیتزافروشی است، و از طرفی تلاش می‌کند به ناراحتی‌های روانی دوست معتادش قاسم پایان دهد. امیرعلی به زودی مجدی را پیدا می‌کند و در حالی که تصور می‌کرده مجدی همسر محسن است، درمی‌یابد که او زنی بیوه و در واقع خواهر هم سلولی‌اش است که با دختر کوچکش عاطفه زندگی می‌کند. امیرعلی دلباخته مجدی می‌شود و در ملاقاتی در زندان با محسن از او اجازه عروسی با خواهرش را می‌خواهد و محسن نیز می‌پذیرد.
از سویی رضا به لادن می‌گوید که به خاطر اختلاف طبقاتی میان خانواده آن دو، ازدواجشان را باید فراموش کنند و بهتر است از یکدیگر جدا شوند. لادن با ناراحتی می‌پذیرد. یک شب رضا که برای یکی از خانه‌ها پیتزا برده، با دوستان لادن در میهمانی‌ای که در آن خانه برپاست روبرو می‌شود و خود لادن را نیز می‌بیند. رضا با ناراحتی به پیتزافروشی برمی‌گردد و مدتی بعد دوستان لادن نیز به پیتزافروشی می‌آیند و به او می‌گویند که امشب عقدکنان لادن است ولی هنوز عاقد نیامده است. امیرعلی که موفق شده طلب محسن را بگیرد، در راه بازگشت با احمد، فاسق نامزد سابق برادرش، روبرو می‌شود و احمد او را با ضربه‌های متعدد چاقو می‌کشد در حالی که امیرعلی در خیابان و زیر باران شدید آخرین نفس‌ها را می‌کشد، لادن به پیتزافروشی که دوستانش در آن جمع شده‌اند، نزد رضا بازمی‌گردد.

## بازیگران
- داریوش ارجمند در نقش امیرعلی فرمانزاد
- محمدرضا فروتن در نقش رضا
- مهدی فتحی در نقش محسن دربندی
- بیتا فرهی در نقش منیژه مجدی
- میترا حجار در نقش لادن
- پری امیرحمزه در نقش مادر امیر
- پارسا پیروزفر در نقش قاسم
- پولاد کیمیایی در نقش یوسف
- کیانوش گرامی در نقش فتح‌الله
- اکبر معززی در نقش فرهاد
- رامبد شکرآبی در نقش دوست رضا
- رامین پرچمی در نقش مجتبی پولادی
- مانی رهنما در نقش مانی
- سید حسام نواب صفوی در نقش حسام دوست رضا
- پرستو صالحی در نقش بنفشه خواهر امیر
- سپیده گلچین
- شیلا خداداد در نقش دوست لادن
- علی رضی
- رضا شکرالله
- ترمه قاسمی
- علی‌اصغر طبسی در نقش احمد
- فراز حجتی
- غزل عزیزپور
- رضا رضوی در نقش اردشیر
- ساغر گرامی
- امیرحسین غفاری
- رضا خسروزاده
- فرشته رفیعی
- حسین قطاع
- علی کنگرلو
- حسین فرزانه
- جواد غلامی
- رسول حیدری
- بهروز پیروزیان
- علیرضا رفیعی
- مجید لطفی
- حسین بروجردی
- فرهاد پوررحمانی
- حسین بلالی
- محسن غفاری
- مهدی میکائیلی
- مرجان رضاخانی
- آرمین قبادی پاشا
- حسن بلالی
- سوسن سلیمی

## جوایز
- سیمرغ بلورین بهترین صداگذاری (اسحاق خانزادی) در هجدهمین دوره جشنواره فیلم فجر - ۱۳۷۸
- جایزه بهترین موسیقی متن (مجید انتظامی) در دومین دوره جشنواره فیلم اجتماعی آبادان - ۱۳۷۹